# شهرستان ماسکووگی (اکلاهما)
شهرستان ماسکووگی، اکلاهما (به انگلیسی: Muskogee County, Oklahoma) شهرستانی در ایالات متحده آمریکا است که در اکلاهما واقع شده‌است.

## خصوصیات
شهرستان ماسکووگی ۲٬۱۷۳٫۰۱ کیلومترمربع مساحت دارد.